# Sochiapa
Sochiapa es una localidad del estado mexicano de Veracruz. Es cabecera del municipio de Sochiapa.

## Demografía
| Censo | Población |
| ----- | --------- |
| 1900  | 562       |
| 1910  | 274       |
| 1921  | 344       |
| 1930  | 356       |
| 1940  | 339       |
| 1950  | 334       |
| 1960  | 467       |
| 1970  | 470       |
| 1980  | 723       |
| 1990  | 860       |
| 1995  | 851       |
| 2000  | 938       |
| 2005  | 956       |
| 2010  | 1067      |
| 2020  | 1288      |